# Phalange espagnole
Pour les articles homonymes, voir Phalange.
 (mai 2009).
Si vous disposez d'ouvrages ou d'articles de référence ou si vous connaissez des sites web de qualité traitant du thème abordé ici, merci de compléter l'article en donnant les références utiles à sa vérifiabilité et en les liant à la section « Notes et références ».

Drapeau de la Phalange espagnole.

La Phalange espagnole (en espagnol : Falange Española) est une organisation politique espagnole nationaliste d'obédience fasciste fondée le 29 octobre 1933 par José Antonio Primo de Rivera, fils de Miguel Primo de Rivera, ancien dictateur d'Espagne de 1923 à 1930.
L'organisation tire son nom des formations militaires de la Grèce antique et s'inspire du fascisme italien. La Phalange espagnole puis la FET y de las JONS, issue de la fusion de la première avec les JONS, joue un rôle important dans la guerre civile entre 1936 et 1939 face aux républicains.

## Fondation
En 1934, soit un an après sa fondation par Primo de Rivera, la Phalange fusionne avec les Juntas de Ofensiva Nacional-Sindicalista (JONS) de Ramiro Ledesma Ramos pour devenir la Falange Española de las Juntas de Ofensiva Nacional-Sindicalista (FE de las JONS).
Une branche féminine est également crée en 1934, la Sección Femenina, qui défend une vision très conservatrice du rôle des femmes, estimant qu'elles se doivent de rester soumises aux hommes et de se consacrer à leur foyer. Elle s'oppose également à une participation directe des femmes dans la vie politique du pays : « La seule mission assignée aux femmes est le foyer ».
À l'époque de la Seconde République espagnole, les militants de la Phalange s'illustrent dans les combats de rue contre les militants révolutionnaires de gauche et d'extrême gauche. Les intellectuels du mouvement se réunissent notamment autour de Primo de Rivera à la tertulia madrilène « La Ballena Alegre ».
Lors des élections de février 1936, le parti, qui a refusé de rejoindre le Front national dirigé par la CEDA, recueille moins de 1 % des voix, des suffrages qui participent à la défaite d'extrême justesse de la CEDA face au Front populaire.
Le 6 juillet 1936, José Antonio Primo de Rivera est arrêté et emprisonné[Par qui ?][pourquoi ?] alors que la Phalange est interdite[Par qui ?].
Primo de Rivera a rejoint au dernier moment la conspiration militaire et la rébellion nationaliste qui a tenté un coup de force le 17 juillet 1936, marquant le début de la guerre civile espagnole.

## Guerre civile
Le soulèvement national est pour la Phalange une véritable « divine surprise ». En effet, alors qu'elle recueille moins de 1 % des voix aux élections de 1936, ses effectifs ne cessent alors de gonfler dans des proportions considérables.
Après la condamnation à mort par un tribunal populaire et l'exécution de José Antonio Primo de Rivera, la Phalange se confond avec les structures militaires nationalistes. À la suite d'un incident entre phalangistes de courants opposés ayant entraîné la mort de deux d'entre eux à Salamanque le 16 avril 1937, Franco, qui ne peut permettre des divisions dans son camp en pleine guerre, précipite son projet d’unification de la Phalange et des Traditionalistes carlistes. Le décret d’unification, promulgué dès le 19 avril 1937, entraîne de facto la disparition de la Phalange espagnole telle que la concevait Primo de Rivera. Les proches de ce dernier sont évincés par les franquistes ; Manuel Hedilla, successeur désigné de Primo de Rivera, est arrêté et condamné à mort pour « trahison » (cette sentence ne sera toutefois pas exécutée et il sera relâché après plusieurs années de détention).

## Période franquiste (1939-1975)

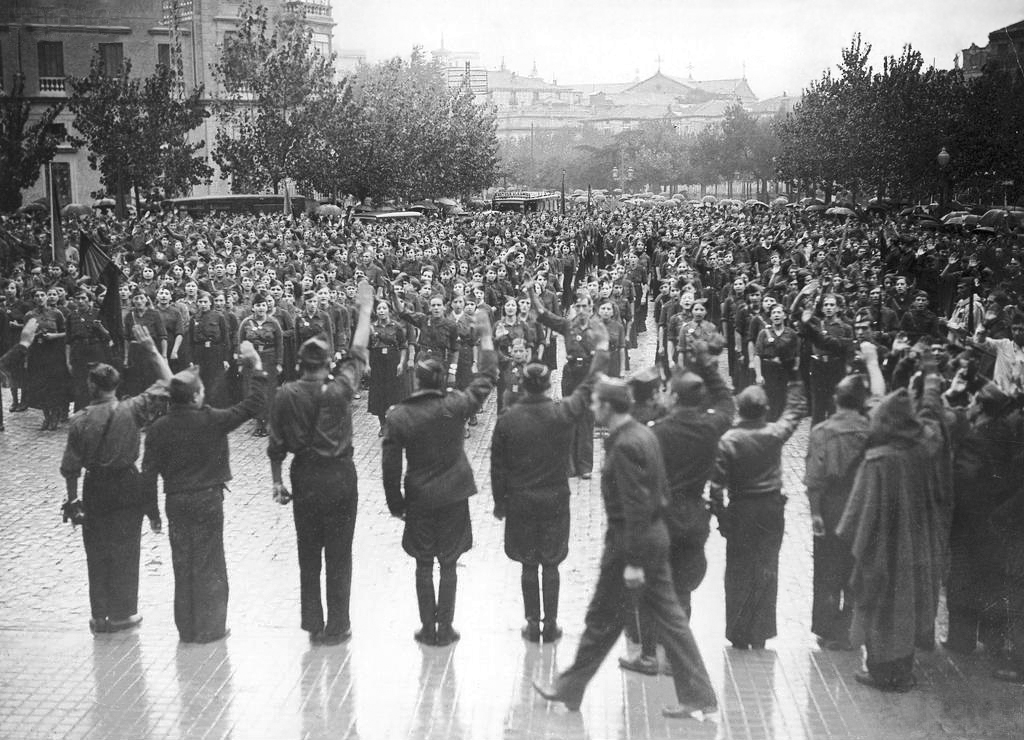
Membres de Phalange espagnole devant la basilique Notre-Dame du Pilier à Saragosse, octobre 1936.

Après la Guerre civile, elle est intégrée au régime franquiste selon une obédience au national-catholicisme, de bon teint avec une historiographie révisée par les vainqueurs, associant la cause du camp nationaliste avec la Reconquista présentée comme fondatrice de l'État espagnol. Désormais appelée Falange Española Tradicionalista y de las Juntas de Ofensiva Nacional Sindicalista (FET y de las JONS), la Phalange constitue la branche politique de l'appareil d'État franquiste, désigné dans son ensemble sous le nom de Movimiento Nacional.
La manœuvre permet en outre d'écarter les fondateurs politiques de la Phalange d'origine, aux idées radicales, de l'appareil d'État alors en formation au sortir de la victoire nationaliste.
Ce mythe reliant l'apôtre combattant Jacques le Majeur (Santiago el Mayor) avec la cruzada de la phalange persiste dans la propagande de l'appareil de la junte jusqu'à la mort du dictateur. L'emploi du terme croisade permet de donner un alibi à la population face à l'abomination des crimes fratricides perpétrés par chacun des camps pendant le conflit.

## Depuis 1975
Après la fin du franquisme, plusieurs groupes d'extrême droite revendiquent le nom de Phalange. Les différents mouvements se réclamant de la Phalange existent encore aujourd'hui, sans obtenir de poids électoral notable (Falange Auténtica, Falange Española de las JONS (1976), FE-La Falange).

### Élections européennes de 2019 en Espagne
ADÑ Identidad Española est une coalition électorale eurosceptique, formée par les partis Democracia Nacional (DN), Alternativa Española (AES), Falange Española de las JONS (1976) (FE-JONS), et FE-La Falange. Elle a annoncé en 2018 son intention de participer aux élections européennes de 2019 en Espagne. La coalition obtient 0,05 % des voix.

## Hymne
L'hymne de la phalange est dans un style de marche militaire, Cara al sol (Face au soleil, en français) composé par José Antonio Primo de Rivera.